# أسرى الحرب السوفييت في فنلندا

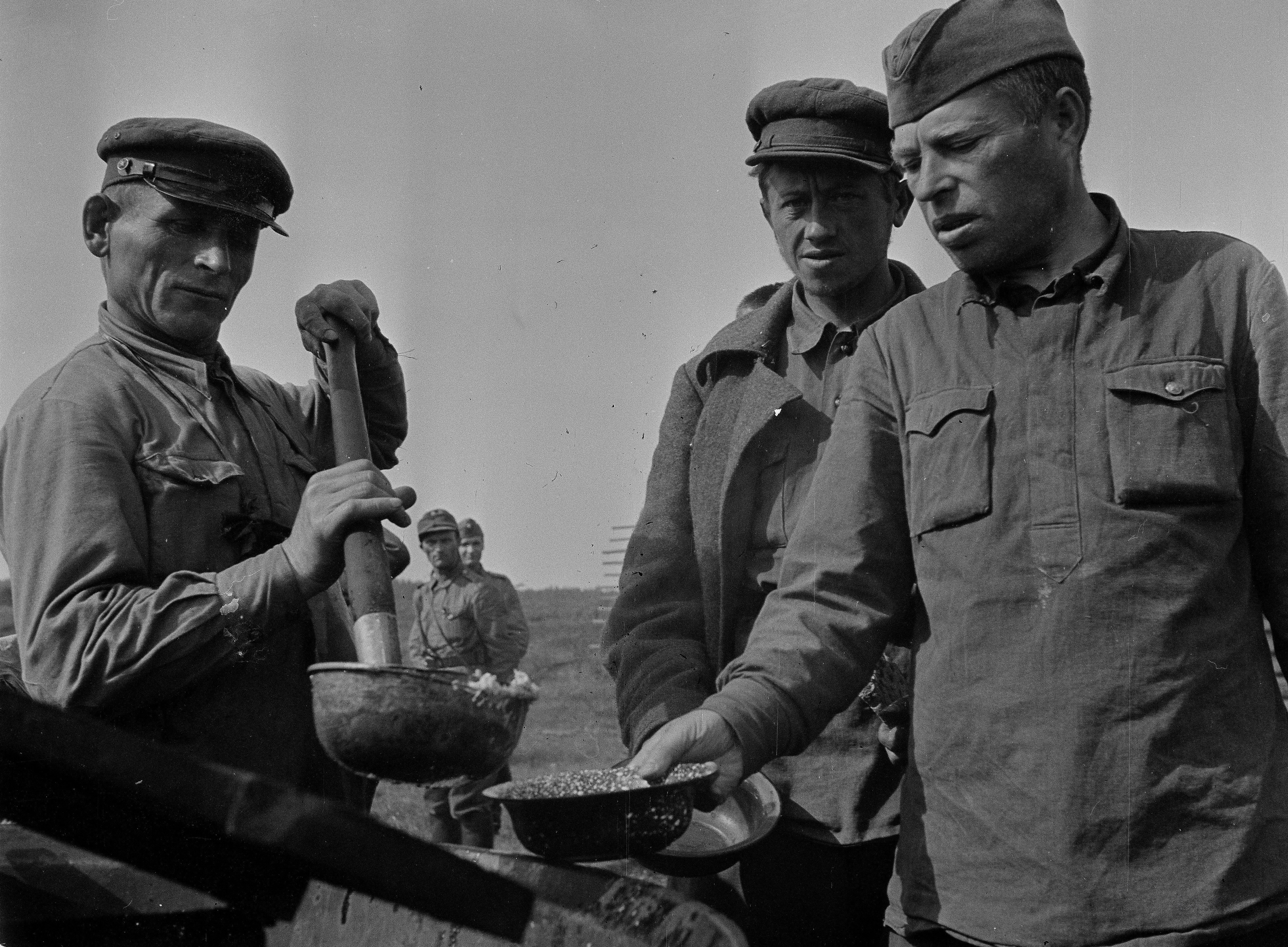
صورة لملازم أركان حرب وملازم في الجيش الأحمر وهما يقفان على طابور ليأخذا حصتهما من الحساء في معسكر مويارفي الفنلندي بالقرب من طريق روكايارفي بمقاطعة مويتزارسكي.

أُسِر أسرى الحرب السوفييت في فنلندا خلال الحرب العالمية الثانية في نزاعي الاتحاد السوفييتي وفنلندا في تلك الفترة ألا وهما حرب الشتاء وحرب الاستمرار. أسر الفنلنديون نحو 5700 أسير حرب خلال حرب الشتاء، وبسبب المدة القصيرة للحرب فقد نجا عدد جيد منهم نسبياً. ومع ذلك فكان الفنلنديون قد أسروا خلال حرب الاستمرار 64000 أسير حرب، ومات منهم 30 في المئة تقريباً.

## حرب الشتاء

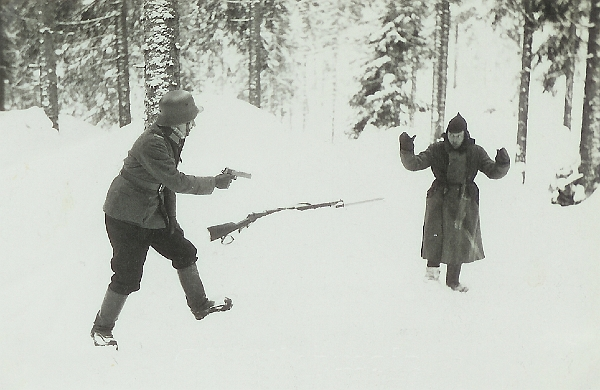
جندي سوفيتي يستسلم لجندي فنلندي خلال حرب الاستمرار. قد تكون هذه الصورة معدة مسبقاً.

بلغ عدد أسرى الحرب السوفييت خلال حرب الشتاء (1939-1940) 5700 أسيراً مات منهم 135 شخص. وقُبِض على معظمهم في جيوب فنلندية شمال بحيرة لادوغا. استمرت الحرب 105 يوماً فقط، وكان معظم أسرى الحرب المتوفين إمَّا مصابين بجروح خطيرة أو مرضى. تطوع بعض الأسرى، على الأقل 152 رجلاً، في ما يسمى جيش التحرير الروسي في فنلندا. لم يسمح لهم بالمشاركة في القتال. بعد الحرب، نجح بعض أعضاء جيش التحرير بالفرار إلى دولة ثالثة.

## حرب الاستمرار

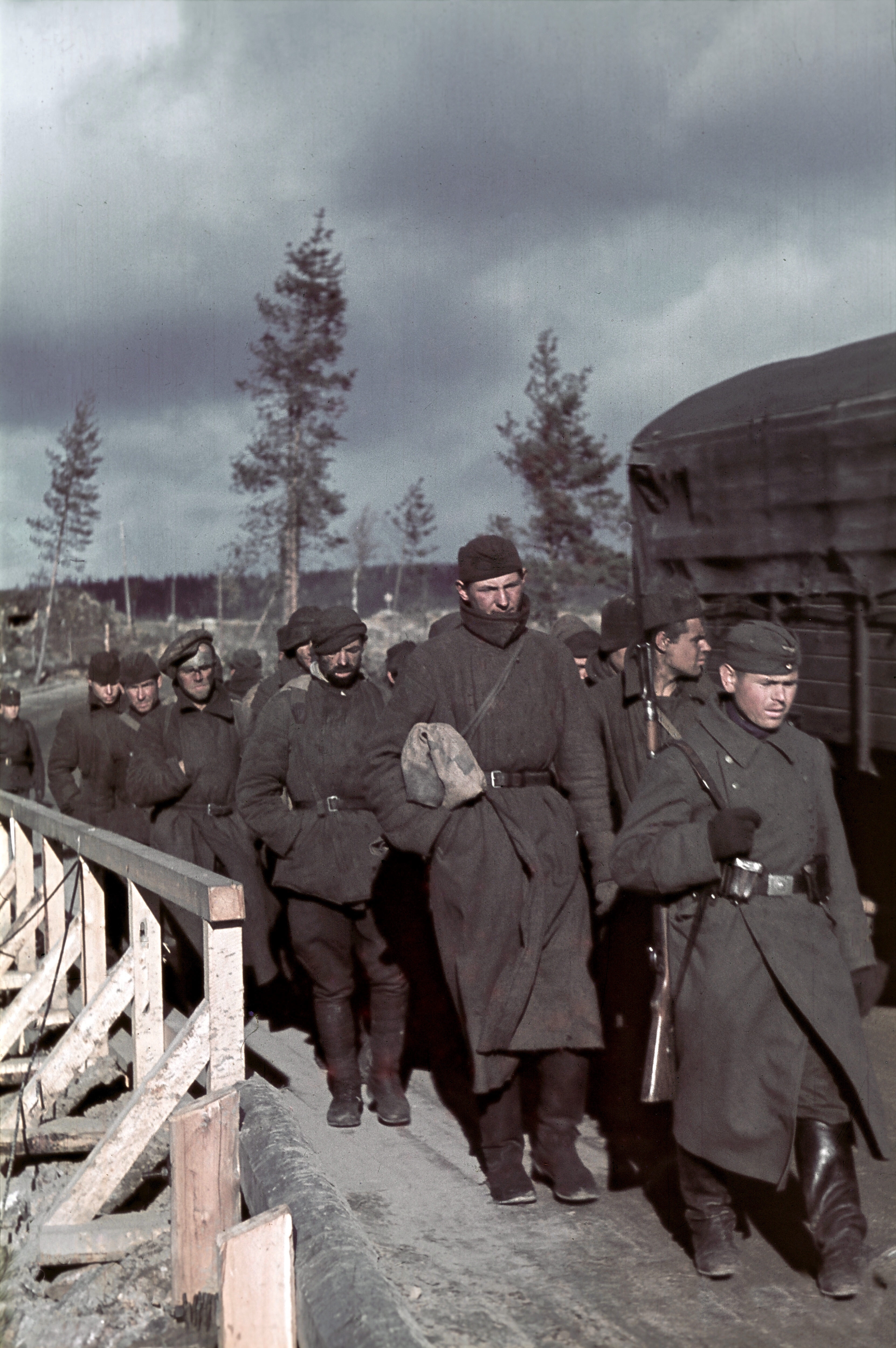
يتم أخذ أسرى الحرب إلى العمل.

بلغ عدد أسرى الحرب السوفييت أثناء حرب الاستمرار (1941-1944) نحو 64000 شخصاً. قُبِض على معظمهم في عام 1941 (56000 شخص). قُبِض على أسرى الحرب السوفييت الأوائل في يونيو 1941 ونُقلوا إلى سجون احتياطية في كارفيا وكوليو وهويتينين وبيلسو (قرية في بلدية فالا الحديثة). أدركت الإدارة الفنلندية سريعاً أن عدد أسرى الحرب أكبر بكثير من التقديرات الأولية، وأنشأت 32 معسكر اعتقال جديد في 1941-1944. ومع ذلك لم تستخدمها كلها في نفس الوقت إذ استُخدِم أسرى الحرب قوةً عاملة في مشاريع مختلفة في جميع أنحاء البلاد.
لم يهتم الفنلنديون كثيراً بالظروف المعيشية لأسرى الحرب السوفييت في بداية الحرب، إذ كان من المتوقع أن تكون الحرب قصيرة الأجل. كانت كمية ونوعية أفراد المعسكر منخفضة للغاية، إذ كان الرجال الأكثر كفاءة في المقدمة. لم تُحسَّن كمية ونوعية أفراد المعسكر حتى منتصف عام 1942. نقلت السلطات أسرى الحرب للعمل في الغابات والزراعة وكذلك بناء خطوط التحصين لوجود نقص في اليد العاملة في فنلندا. تعاون بعض الضباط السوفييت مع السلطات الفنلندية وأُطلِق سراحهم من السجن بحلول نهاية الحرب. 
فُصِل السجناء الفينيون الذين أسِروا على الجبهات أو نُقلوا من قبل ألمانيا عن أسرى حرب سوفييت آخرين. في نهاية عام 1942، استطاع المتطوعون الانضمام إلى الكتيبة الفنلندية (الكتيبة القبلية 3- هيموباتليونا 3)، التي تتألف من فنلنديي البلطيق مثل الكاريليون وفنلنديو إنغيريا وڤوتس والڤيبسيون.

### تبادل الأسرى مع ألمانيا
سُلِّم نحو 2600 - 2800 أسير حرب سوفييتي إلى الألمان مقابل ما يقرب من 2200 أسير حرب فيني احتجزهم الألمان. في نوفمبر 2003، قدم مركز سيمون فيزنتال طلباً رسمياً إلى الرئيسة الفنلندية تاريا هالونن لإجراء تحقيق شامل من قبل السلطات الفنلندية بشأن تبادل الأسرى. في الدراسة اللاحقة التي أجراها البروفيسور هيكي أوليغنش، اتضح أن نحو 2000 من السجناء المتبادلين انضموا إلى جيش التحرير الروسي. أما البقية ومعظمهم ضباط سياسيين وضباط جيش، (من بينهم 74 يهودياً قُدر عددهم استناداً إلى الاسم)، ماتوا على الأرجح في معسكرات الاعتقال النازية.

### الوفيّات
حدثت معظم الوفيات بين أسرى الحرب السوفييت (16136) في فترة الأشهر العشرة من ديسمبر 1941 إلى سبتمبر 1942. مات الأسرى بسبب سوء ظروف المعسكرات وضعف الإمداد بالطعام والمأوى والملبس والرعاية الصحية. أُطلِق الرصاص على نحو ألف أسير أي 5% من إجمالي القتلى، في محاولات فرار في المقام الأول. كان الطعام شحيحاً بشكل خاص عام 1942 في فنلندا بسبب المحصول السيئ. شملت العقوبة على محاولات الهرب أو الانتهاكات الخطيرة لقواعد المعسكرات الحبس الانفرادي والإعدام. من بين 64188 أسير حرب سوفييتي، قضى ما يتراوح من 18318 إلى 19085 شخصاً في معسكرات أسرى الحرب الفنلندية.
أثّر عدد وفيات الأسرى سلباً على سمعة فنلندا الدولية عام 1942. قررت الإدارة الفنلندية تحسين ظروف المعيشة والسماح للأسرى بالعمل خارج معسكراتهم. توقفت الأعمال العدائية بين فنلندا والاتحاد السوفيتي في سبتمبر 1944، وسُلم أسرى الحرب السوفييت الأوائل إلى الاتحاد السوفيتي في 15 أكتوبر 1944. اكتمل النقل بحلول الشهر التالي. هرب بعض أسرى الحرب السوفييت أثناء النقل، وكان بعضهم غير راغب في العودة إلى الاتحاد السوفيتي. علاوة على ذلك، سلمت فنلندا أكثر من 2546 أسير حرب ألمانياً من حرب لابي إلى الاتحاد السوفيتي.

### المحاكمات في فنلندا
وفقاً لهدنة موسكو التي وقّعت عليها فنلندا والحلفاء المنتصرون، وبشكل رئيسي الاتحاد السوفيتي، على الفنلنديين محاكمة أولئك المسؤولين عن الحرب وأولئك الذين ارتكبوا جرائم حرب. سمح الاتحاد السوفيتي لفنلندا بمحاكمة مجرمي حربها، على خلاف البلدان الخاسرة الأخرى في الحرب العالمية الثانية. اضطر البرلمان الفنلندي لإحداث قوانين بأثر رجعي للمحاكمات، رغم أنه في حالة جرائم الحرب فالدولة وقعت بالفعل على اتفاقية لاهاي الرابعة. في دول الحلفاء المنتصرة محاكمات جرائم الحرب استثنائية، لكن وجب على فنلندا أن ترتب محاكمات وتحقيقات شاملة، وتبلِغهم إلى الاتحاد السوفيتي.
سُجّلت تهم جنائية ضد 1381 من طاقم عمل معسكر الأسرى الفنلندي، ما أدى إلى 723 إدانة و658 تبرئة. اتهموا بـ 42 جريمة قتل عمد و 342 جريمة قتل أخرى. حُكم على تسعة أشخاص بالسجن المؤبد، 17 بالسجن لمدة 10-15 سنة و57 بالسجن لمدة من خمس إلى عشر سنوات و447 بالسجن لمدة تتراوح من شهر إلى خمس سنوات. فُرِضت غرامات أو تصحيحات تأديبية في 124 حالة. على الرغم من أن التهم الجنائية كانت مسيسة إلى حد كبير، سُجلت بالفعل بعض تهم جرائم الحرب خلال حرب الاستمرار. ومع ذلك لم يُحاكَم معظمهم أثناء الحرب.

## النتائج

### عودة أسرى حرب الشتاء إلى الاتحاد السوفييتي
أُعيد أسرى الحرب السوفييت إلى الاتحاد السوفيتي بعد حرب الشتاء وفقاً لمعاهدة موسكو للسلام. نُقلوا تحت حراسة مشددة من قبل المفوضية الشعبية للشؤون الداخلية إلى معسكرات خاصة باعتبارهم خونة مشتبه فيهم. استجوِب السجناء من قبل 50 فريقاً بحثياً. بعد تحقيقات مطولة، أُدين نحو 500 سجين بتهمة الخيانة العظمى وحُكم عليهم بالإعدام. أُطلِق سراح بعض السجناء، لكن حُكِم على معظمهم (4354 رجلاً)، بالسجن لمدة تتراوح بين خمس وثماني سنوات في معسكرات العمل (غولاغ). أدى هذا إلى وفاة بعض السجناء في وقت لاحق بسبب ظروف المعسكر القاسية.

### عودة أسرى حرب الاستمرار إلى الاتحاد السوفييتي
سلمت فنلندا بعد حرب الاستمرار جميع أسرى الحرب السوفييت والألمان وفقاً للمادة 10 من هدنة موسكو. وعلاوة على ذلك، نصت المادة على عودة جميع المواطنين السوفييت الذين رُحّلوا إلى فنلندا خلال حرب الاستمرار. هذا يعني أن فنلندا اضطرت أيضاً إلى تسليم جميع الذين انتقلوا إلى فنلندا طوعاً، وكذلك أولئك الذين قاتلوا في صفوف الجيش الفنلندي ضد الاتحاد السوفيتي، على الرغم من أن بعضهم حصل على الجنسية الفنلندية. كانت العودة إلى الاتحاد السوفيتي قاتلة في كثير من الحالات لهؤلاء الناس، إذ أُعدِم بعضهم لاعتبارهم خونة في محطة القطار السوفيتية في فيبورغ ومات بعضهم في ظروف المعسكر القاسية في سيبيريا. وبعد انهيار الاتحاد السوفيتي، سُمح لهم بالعودة إلى فنلندا.
تعاون بعض أسرى الحرب السوفييت مع الفنلنديين خلال الحرب. قبل نهاية الحرب، دُمِرت جميع الأرشيفات الفنلندية ذات الصلة، بما في ذلك وثائق الاستجواب المتعلقة بتعاون السجناء، وأماكن أسرى الحرب هؤلاء بعد الحرب غير مؤكدة. نُقِل بعضهم سراً من قبل أفراد الجيش الفنلندي إلى السويد واستمر بعضهم في الولايات المتحدة. كان أسير الحرب السوفيتي الأعلى رتبة هو اللواء فلاديمير كيربيتشنيكوف، الذي عاد إلى الاتحاد السوفيتي. حوكِم وأدين بتهمة الخيانة العظمى، وأعدِم في عام 1950. 

## الوضع القانوني لأسرى الحرب السوفييت
وقعت فنلندا على اتفاقية لاهاي الرابعة لعام 1907 في عام 1922 والتي غطت معاملة أسرى الحرب بالتفصيل. ومع ذلك أعلنت فنلندا أنها لا تستطيع أن تطيع الاتفاقية تماماً لأن الاتحاد السوفياتي لم يوقع ذات الاتفاقية. تطلبت الاتفاقية تصديق كلا الطرفين في القتال قبل دخولها حيز التنفيذ. لم توقع فنلندا على اتفاقية جنيف الثالثة المحدثة لعام 1929، لأنها تتعارض مع بعض بنود القانون الجنائي الفنلندي. على الرغم من أن الاتحاد السوفييتي لم يوقع على اتفاقية لاهاي الرابعة، إلا أن الواقع كان غير واضح وغامض. ينص القانون السوفييتي على أن استسلام الجندي السوفيتي يشكل خيانةً والتي يعاقب عليها بالموت أو السجن ومصادرة ممتلكات الجندي.